# Schloss Hohenbrunn

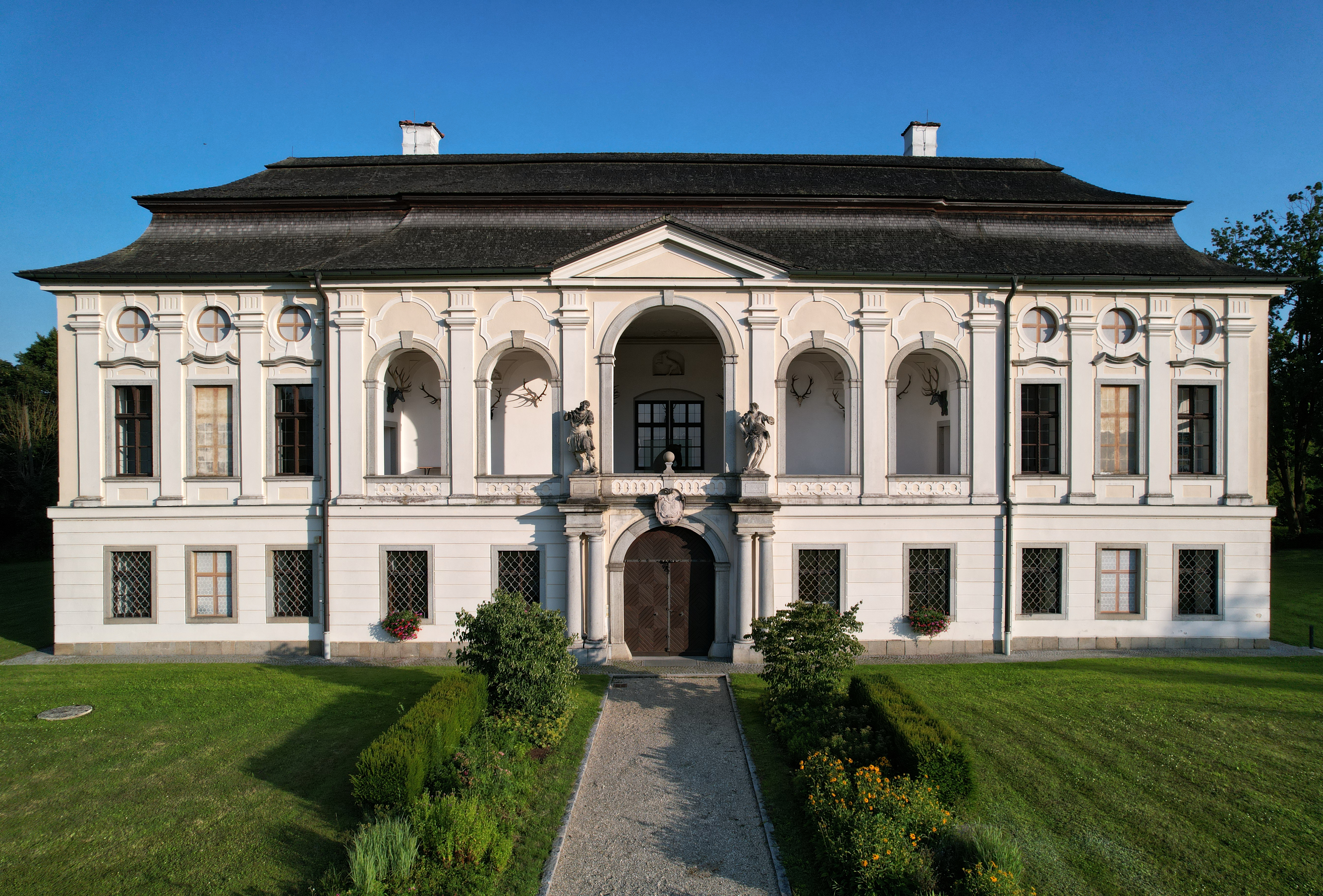
Schloss Hohenbrunn

Das Schloss Hohenbrunn befindet sich auf einer Höhe von 270 Metern im Ort Hohenbrunn der Gemeinde St. Florian im Bezirk Linz-Land.

## Geschichte

### Errichtung
Das Schloss ist das ehemalige Jagdschloss des Stiftes St. Florian. Es wurde an der Stelle des Geburtshauses von Propst Johann Födermayr nach Plänen von Jakob Prandtauer von Baumeister Jakob Steinhuber zwischen 1722 und 1732 errichtet. Propst Födermayr war ein Bauernsohn aus Pfaffenhofen, der dem Stift St. Florian eine Reihe von Prachtbauten bescherte (etwa den Südflügel des Stiftsgebäudes). Sein Heimathaus, der Födermayrhof zu Phaffinhovin, ist seit 1071 beurkundet. Ursprünglich stand hier also ein Bauernhof. Der Schlossbau wird als Monumentalisierung eines Vierkanthofes interpretiert. Propst Födermayr starb 1732 im Jahre der Fertigstellung von Schloss Hohenbrunn, sein Architekt Jakob Prandtauer war bereits 1726 verschieden.
Der Name des Schlosses Hohenbrunn leitet sich von einem hier zwischen 1719 und 1724 errichteten Brunnenwerk mit einem hohen Wasserturm her, von dem das Stift mit Trinkwasser versorgt wurde. Der Turm in der Mitte der Südfront des Schlosses wurde im ersten Viertel des 19. Jahrhunderts aus Sicherheitsgründen abgetragen.
Am Bau und seiner Ausgestaltung war eine Reihe von begabten Handwerkern und Künstlern beteiligt, so der Stuckateur Franz Josef Holzinger, der Bildhauer Leonhard Sattler, der 1729 die Statuen der Diana und des Aktaion über dem Eingang gestaltete, der Maler Johann Georg Faistenberger, der Spaliermaler Johann Christoph Heinz, der Stiftstischler Stefan Jegg und der Maler Matthias Müller.

### Sanierung
Nach dem Tode des Abtes Födermayr wurde das Schloss immer seltener genutzt. Bereits 100 Jahre nach Fertigstellung war das Schloss sanierungsbedürftig. An der Wende vom 19. zum 20. Jahrhundert (1875–1927) war hier eine der Orgelwerkstätten Mauracher untergebracht. Schon damals war das Schloss baulich in schlechtem Zustand. Das k.u.k. Ministerium für Kultur und Unterricht forderte 1913 eine hohe Summe für die Ausführung der notwendigsten Reparaturen, aufgrund des Ausbruchs des Ersten Weltkrieges kam es nicht zur Ausführung dieses Vorhabens. 1929 stürzte ein Teil der Decke ein. Nach dem Zweiten Weltkrieg war das Schloss akut vom Verfall bedroht. Im Sommer 1946 begann die Rettung des Schlosses; so wurde 1949–1957 das Dach neu eingedeckt. 1960 wurde aus dem Schloss ein Gästehaus gemacht. Darauf folgte wieder eine Krisenzeit. 1961 wurde eine Spendenaktion zur Rettung des Schlosses durch das Bundesdenkmalamt und die Kulturabteilung des Landes Oberösterreich eingeleitet. Das Schloss wurde zuerst verpachtet und 1963 verkauft. Durch den 1963 gegründeten Verein zur Rettung und Erhaltung des Schlosses Hohenbrunn wurde das Schloss schließlich revitalisiert.

## Beschreibung
Schloss Hohenbrunn ist ein annähernd quadratischer, zweigeschoßiger Vierflügelbau mit Walmdach um einen quadratischen Innenhof. An der Nord- und an der Südfassade befinden sich mit Jagdtrophäen geschmückte, offene Loggien. Im Erdgeschoß waren früher Wirtschafts- und Domestikenräume untergebracht. Im ersten Obergeschoß befinden sich links wohlproportionierte Säle und rechts die Wohnung des Abtes. Im sog. Venezianischen Zimmer sind die Wände mit Malereien von Segelschiffen versehen. Das Altarbild der Schlosskapelle zeigt Herzog Tassilos jüngsten Sohn Gunther, der auf der Jagd von einem Eber tödlich verwundet wird. Die vordere Loggia erinnert an das Stiegenhaus von Stift St. Florian. Über dem Eingang befindet sich neben den erwähnten Monumentalfiguren der Jagdgöttin Diane und Aktaion das Wappen des Stiftes St. Florian und das Erbauungsjahr.

Schloss Hohenbrunn
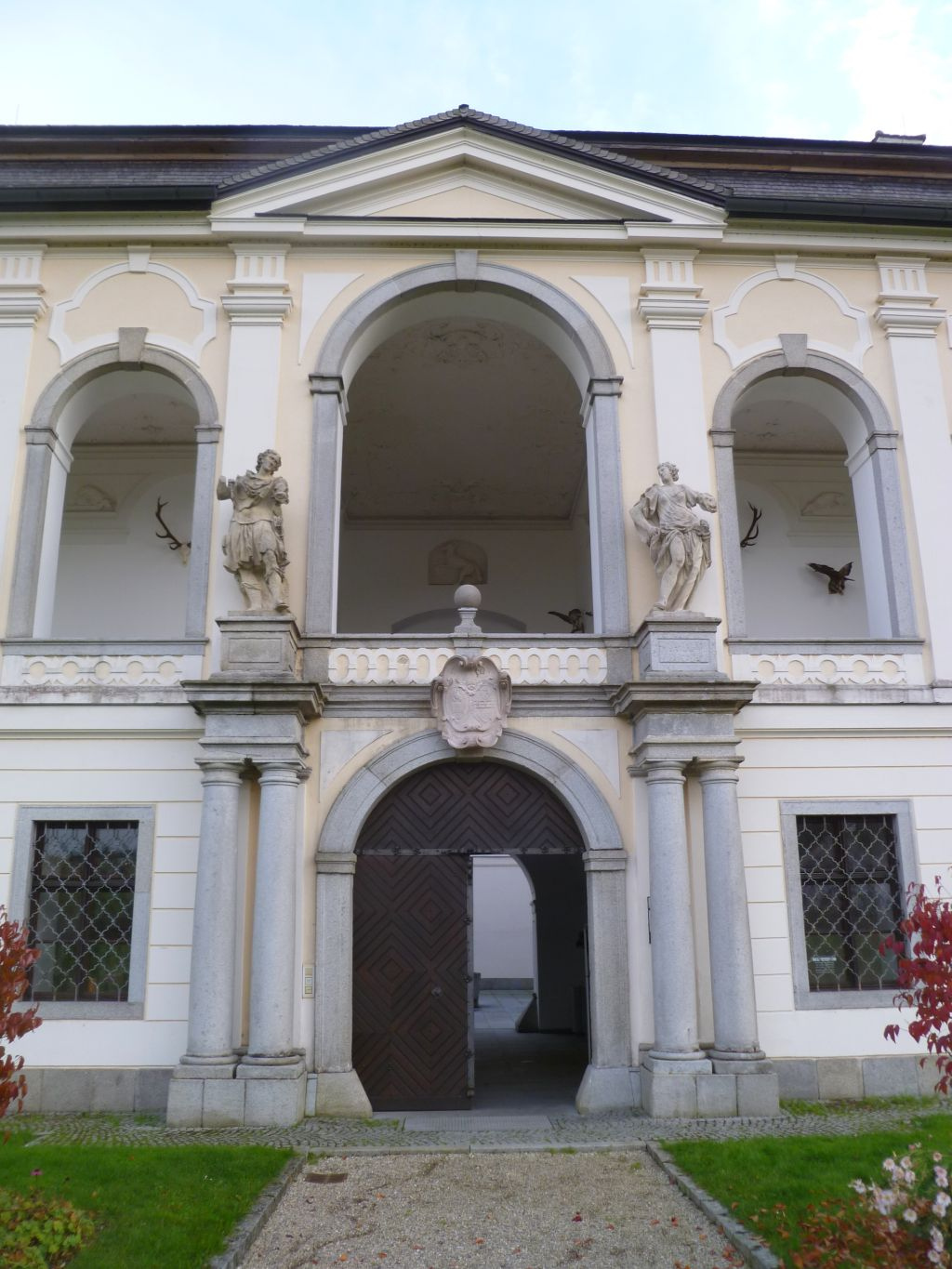
Eingangsportal von Schloss Hohenbrunn
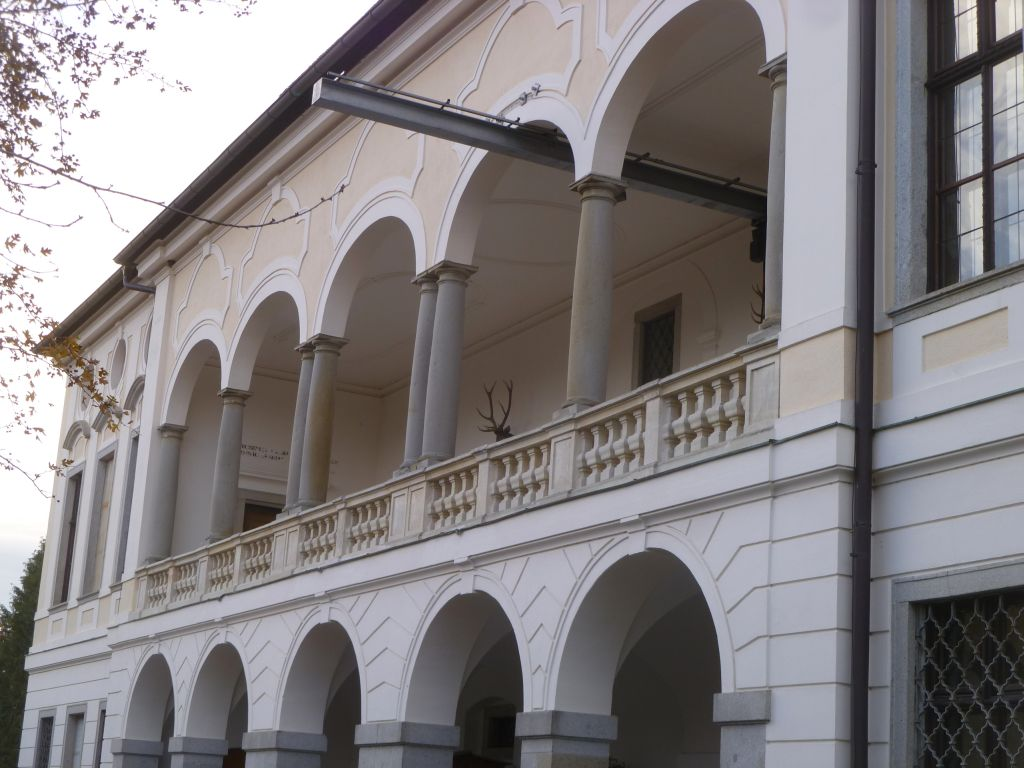
Loggia auf der Schauseite von Schloss Hohenbrunn
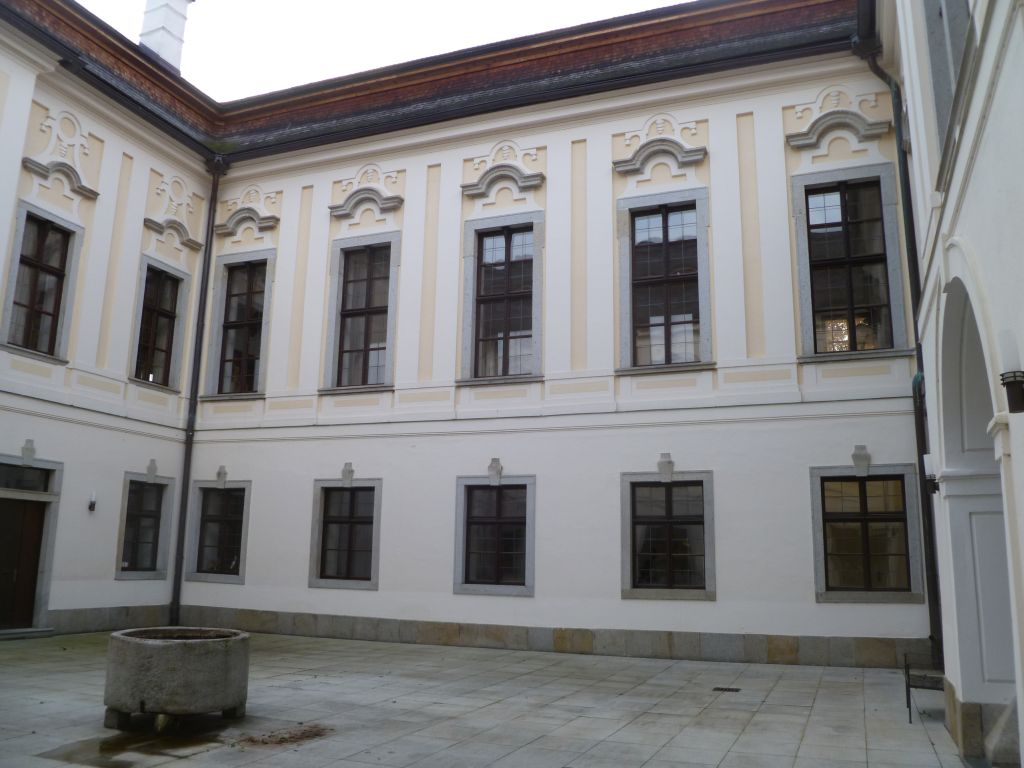
Innenhof von Schloss Hohenbrunn
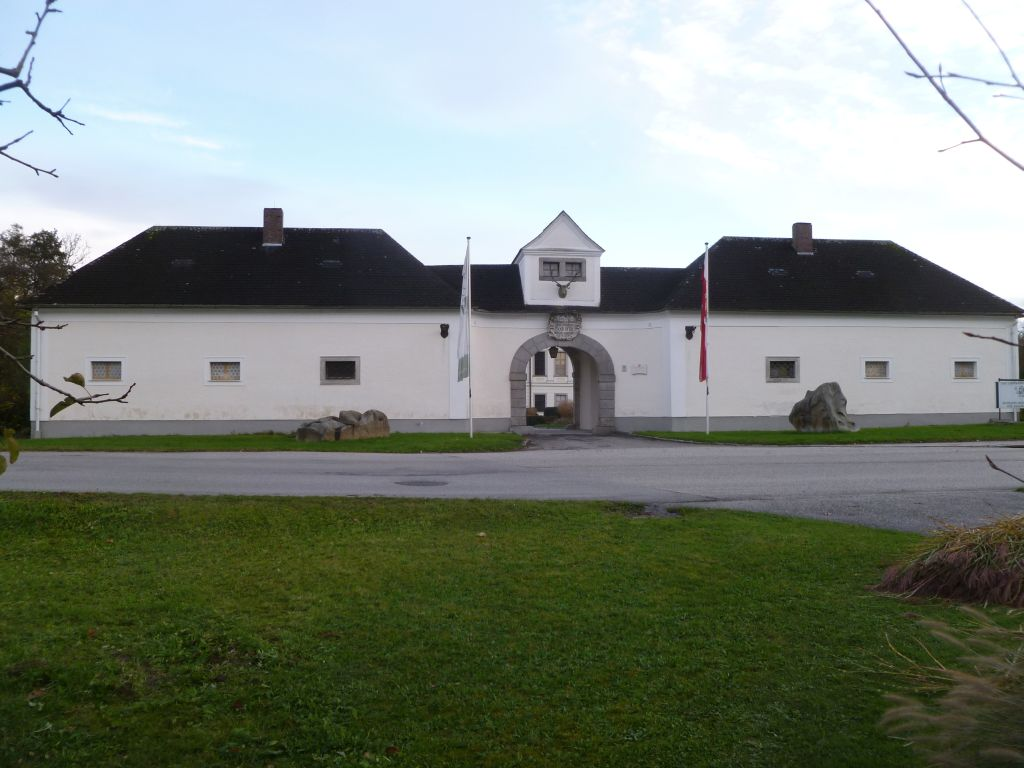
Torstöckl vor Schloss Hohenbrunn
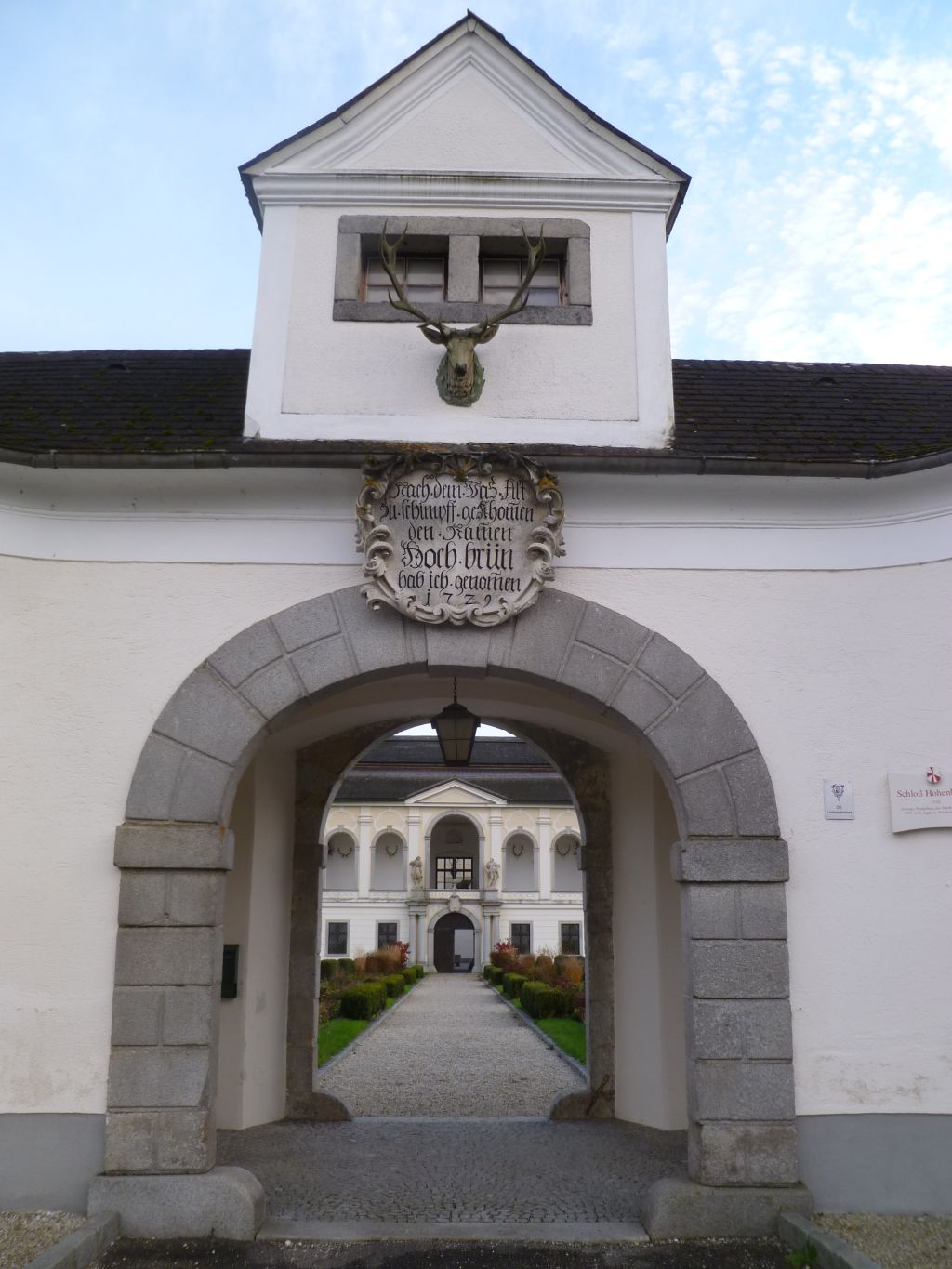
Torstöcklportal
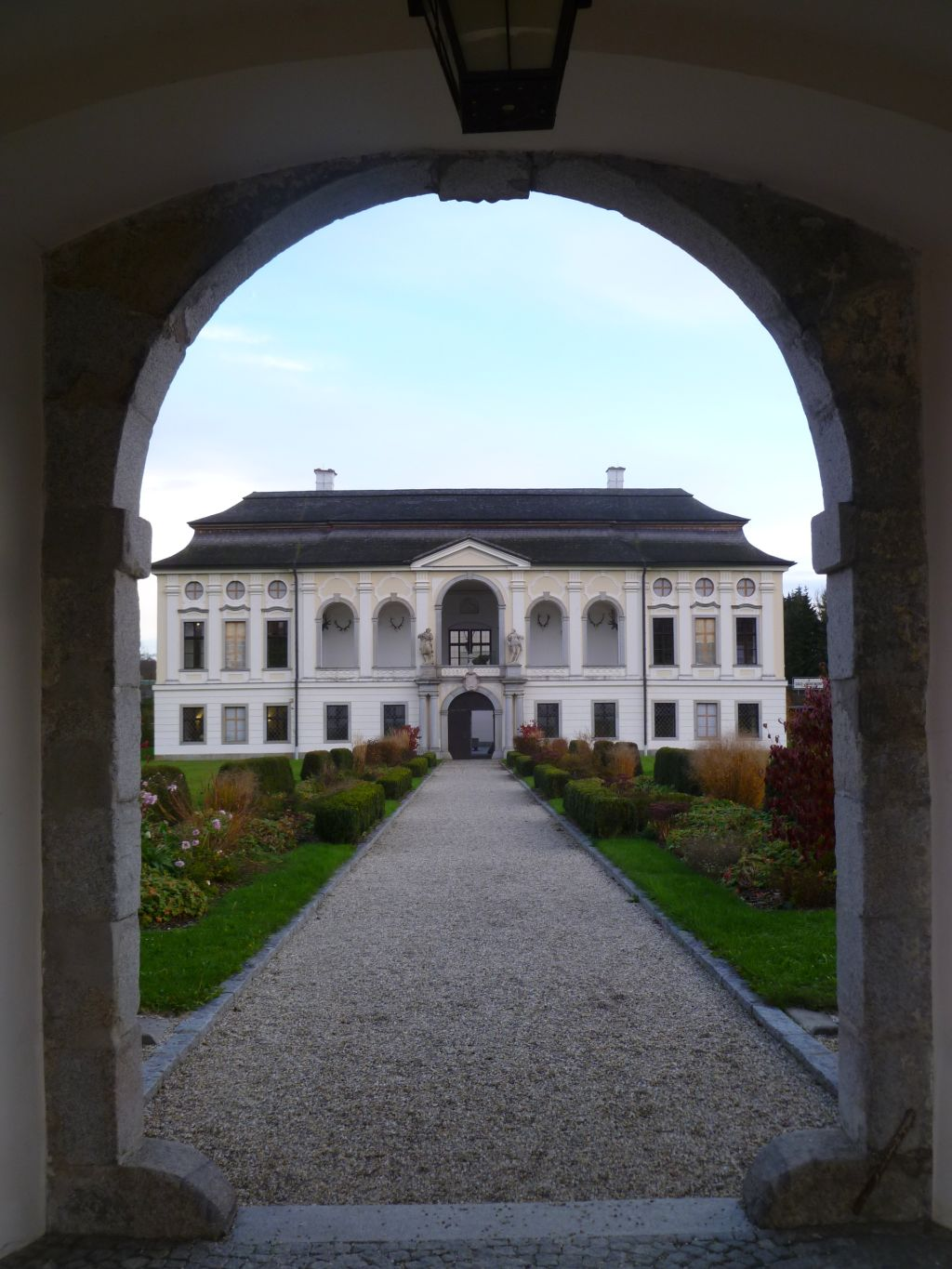
Blick auf Schloss Hohenbrunn durch das Torstöcklportal

Dem Schloss vorgelagert ist ein langgestrecktes, parallel zum Schloss liegendes Eingangsgebäude (das sog. Torstöckl) mit einem Wappen, das an die Erbauungszeit erinnert. Das übergroße Hirschgeweih über dem Portal weist auf die Funktion eines Jagdschlosses hin. Das Eingangsportal ermöglicht eine interessante Perspektive auf das eigentliche Schloss. Zum Schloss führt eine gepflegte Gartenanlage. Über dem Tor zum Torstöckl befindet sich folgende Aufschrift: „Nachdem das Alt zu schimpff gekomen, den Namen Hoch brün hab ich genommen“. Abt Födermayr wollte damit zum Ausdruck bringen, dass „Pfaff“ seit Martin Luther zum Schimpfwort geworden war und Pfaffenhofen deshalb in Hohenbrunn umbenannt worden ist.

## Nutzung
Heute ist in dem Schloss ein Jagdmuseum untergebracht. Dieses wurde am 2. September 1967 durch Landeshauptmann Gleißner eröffnet. Schloss Hohenbrunn ist Sitz des Oberösterreichischen Landesjagdverbandes und seines Bildungs- und Informationszentrums. Das Schloss kann für Festlichkeiten, Familienfeste und Tagungen gemietet werden. Eigentümer ist der Verein zur Rettung und Erhaltung des Schlosses Hohenbrunn.

## Sammlungen
Im Aufgang zur nördlichen Loggia sind Lithographien von Josef Anton Strassgschwandtner ausgestellt, welche die um 1850 gebräuchlichen Jagdarten zeigen. Es findet sich dort auch eine jagdkynologische Sammlung mit Hundehalsbändern von 1580 bis 1804. Das Schloss ist mit bemerkenswerten Barockbildern ausgestaltet (z. B. Bärenhatz von dem aus Antwerpen stammenden, niederländischen Maler Frans Snyders). Eine Vitrine enthält Devotionalien, die an Kaiser Franz Josef I., der bekanntlich ein leidenschaftlicher Jäger war, erinnern (u. a. Jagdsessel, Bergstock, Ischler Stutzen, Tabakdose). Ein Gewehrschrank aus Schloss Mayerling erinnert an Kronprinz Rudolf von Österreich-Ungarn. In dem Schloss gibt es auch eine Jagdwaffensammlung und eine Porzellansammlung mit Jagdmotiven.